# Lorenza Correa

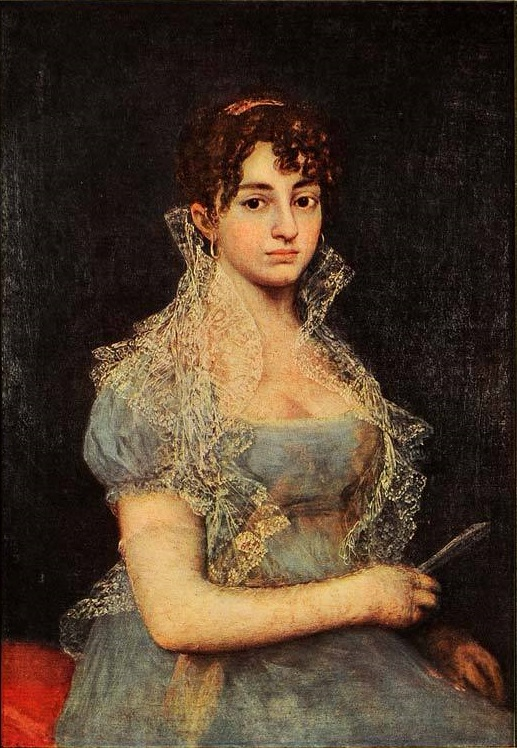
Posible retrato de Lorenza Correa (hacia 1803), relacionado con un "Retrato de señora con abanico, medio cuerpo" del inventario de los bienes de Goya redactado en 1828. Algunos catálogos lo ubican en una colección particular francesa y como obra de seguidor o escuela de Goya.

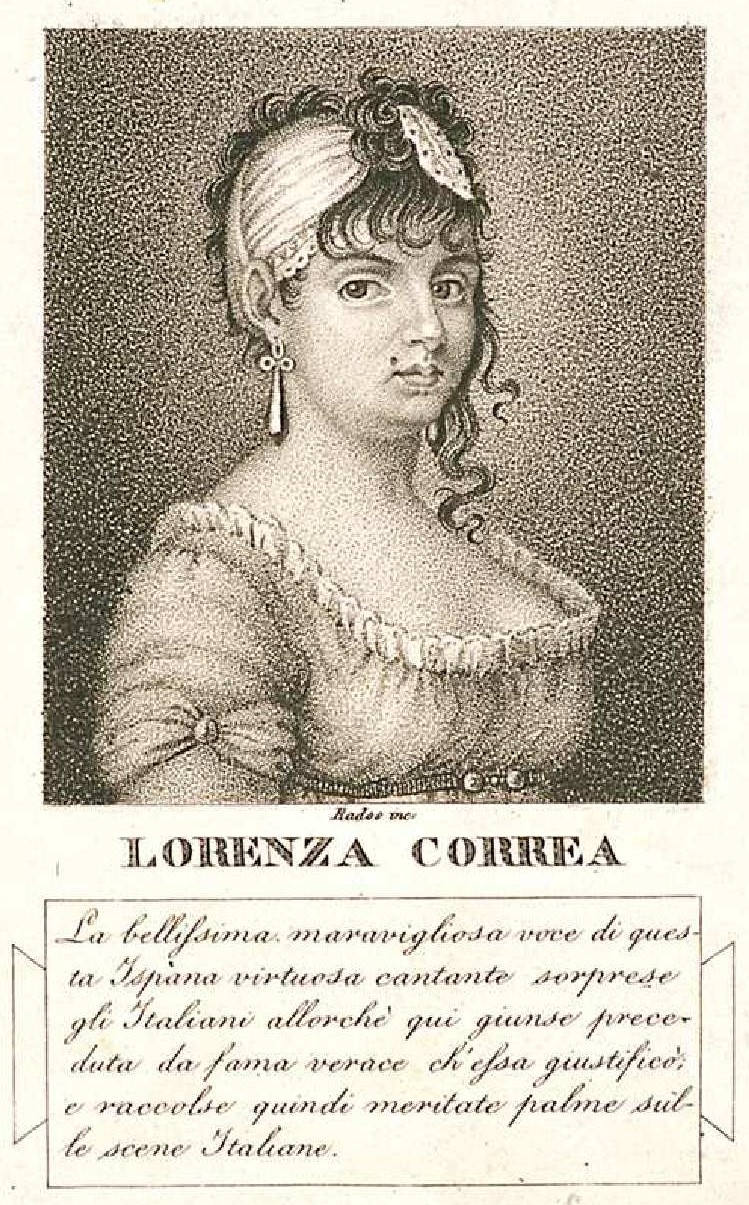
Lorenza Correa. Grabado a puntos de a puntos de Luigi Rados. Inscripción: «LORENZA CORREA. /La bellissima maravigliosa voce di ques-/ta Ispana virtuosa cantante sorprese/gli Italiani allorchè qui giunse prece-/duta da fama verace chiessa giustificò; / e raccolse quindi meritate palme suil-/le scene Italiane»

Lorenza Correa (nacida Lorenza Núñez Correa, en Málaga en 1773 y fallecida después de 1831) fue una actriz y cantante de ópera, española. Entre 1790 y 1810 actuó en los teatros más importantes de Madrid, Nápoles, París y Milán. Existe un retrato asociado a Lorenza Correa, pintado en fecha incierta, atribuido en principio a Francisco de Goya y más tarde a su taller o a su círculo de seguidores. Otras fuentes la han identificado con La mujer con abanico, conservado en el Museo del Louvre.

## Biografía
Hija de los actores Petronila Morales y Roque Núñez, tomó el nombre artístico de su padrino, el actor José Correa. Algunas fuentes fijan sus primeras actuaciones con doce y quince años de edad como tonadillera e intérprete de óperas italianas (unas en Barcelona y otras en su Málaga natal). La primera referencia en prensa aparece en una crónica del sábado 16 de junio de 1787 aparecida en el periódico cortesano El Correo actuando en el Coliseo de Los Caños del Peral, en Madrid. Más tarde, en febrero y marzo de 1792, se la menciona junto a sus hermanas Laureana y Petronila.
 En 1788 también cantó en Barcelona.
En 1794 se casó con el actor Manuel García Parra. En 1803, acompañada por su marido, viajó a Italia, donde fue discípula de Carlo Marinelli, y al año siguiente el matrimonio viajó París. Hay constancia de representaciones teatrales en Brescia en 1804 con el nombre de Lorenza Correa. En 1805 cantó en el Teatro Regio de Turín con la ópera Sofonisba de Vincenzo Federici. En 1810 cantó de nuevo. A partir de 1811 Correa comenzó a cantar en La Scala de Milán: en 1813 en la ópera Tamerlano de Simone Mayr; en el estreno mundial de la ópera I Pretendenti delusi de Giuseppe Mosca, el 14 de abril de 1811, y también en la Palmira de Ernesto y Pietro Carlo Guglielmi (estrenada el 18 de septiembre de 1813), y dos meses después en Aurelio en Palmira de Gioacchino Rossini, escrita para ella por el autor, y estrenada el 26 de diciembre de 1813, con ella en el papel de Zenobia. Asimismo se anota su participación en Le due duchesse de Simone Mayr (el 7 de noviembre de 1814) y Chiarina de Giuseppe Farinelli (el 13 de septiembre de 1816), así como en óperas de Pietro Carlo Guglielmi, siempre en el escenario de La Scala de Milán.
Precedida por su fama, en 1811 fue invitada al Teatro del Odéon de París, pero no pudo repetir allí el mismo éxito de Italia. En 1818 regresó a España. El 25 de agosto de 1821 estrenó en el Teatro del Príncipe de Madrid El barbero de Sevilla de Rossini. Entre 1827 y 1830 dio conciertos en Génova. En 1831, de nuevo en España, pidió una pensión para su jubilación al monarca español, la última noticia que se conserva de ella.
Tuvo tres hermanas, Laureana, Petronila y Manuela María Isabel, que también hicieron carrera en el teatro, de las que sobresalió Manuela Correa como cantante y actriz en los coliseos madrileños de la Cruz, el Príncipe y los Caños del Peral, a comienzos del siglo XIX.

## Homenajes
Se le han dedicado calles en su ciudad natal, Málaga, y en Madrid.